# American Express
American Express Company (NYSE AXP), de vegades coneguda com a "AmEx" or "Amex", és una empresa dedicada als serveis en finances, entre els quals destaca l'emissió d'una targeta de crèdit molt popular que porta el seu nom. També té activitats d'agència de viatges i d'asseguradora i de banca internacional.
La companyia va ser fundada el 1850 i opera a més de 130 països diferents. Una font important de beneficis són els xecs de viatge i les bonificacions a empreses, hereus de l'activitat original d'American Express, el transport de diners. El desembre de 2018 tenia uns 56.000 empleats arreu al món i va realitzar un volum de negocis de 40.333 milions de dòlars amb un benefici de 6921 milions de dòlars.